# ポップロック (競走馬)
ポップロック (Pop Rock) は、日本とアイルランドで調教された競走馬。2006年と2007年の目黒記念を連覇し、2006年のメルボルンカップと有馬記念、2007年のジャパンカップでは2着に入った。

## 戦績

### 2歳から5歳まで
2003年9月14日阪神競馬場第4競走（芝2000m）で安藤勝己を鞍上にデビューし勝利を収めたが、その後は芝2000m以上のレースを中心に出走するも2006年1月21日のまで14戦2勝となかなか勝てないレースが続いた。
しかし、2006年4月9日阪神競馬第7競走の条件戦で2004年5月29日以来約2年ぶりの勝利を収めると、連闘で臨んだ翌週の白鷺特別、1か月後の白川特別と3連勝を飾り、8着に敗れたセントライト記念以来2度目の重賞競走となる目黒記念に出走した。3番人気に支持されると川田将雅を背に重賞初勝利を挙げる。秋には同厩舎のデルタブルースと共にオーストラリアへ遠征。初戦のコーフィールドカップでは7着に敗れるが、続く第146回メルボルンカップではデルタブルースに惜しくも敗れながら2着と健闘する。ちなみに遠征時の鞍上はダミアン・オリヴァーであった。そして帰国後初戦の第51回有馬記念でもディープインパクトから3馬身差の2着に入り、2006年はこの馬にとって飛躍の1年となった。

### 6歳
2007年は京都記念で始動。1番人気に支持されたが、アドマイヤムーンを捕らえ切れずクビ差の2着に敗れた。その後予定通り遠征し、ドバイシーマクラシックに挑戦したが6着に敗れた。帰国後は前年に勝利した目黒記念に出走。58.5kgを背負う厳しいハンデながら、直線で内から抜け出し粘り切り連覇を達成した。

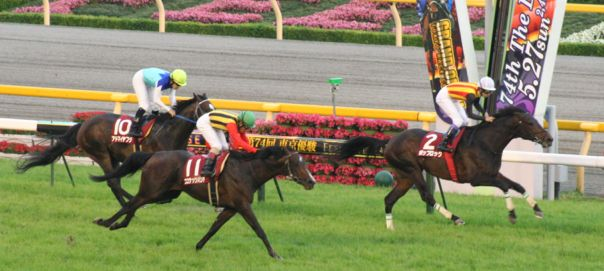
目黒記念を連覇したポップロック

続く第48回宝塚記念では、直線で伸びてくるものの届かず3着に敗れた。レース後はノーザンファームに放牧に出された。8月1日には前年に続きコーフィールドカップとメルボルンカップの一次登録を済ませたが、馬インフルエンザ騒動の影響で遠征を断念することになり、9月3日に登録を取り消された。
秋初戦となった京都大賞典では鞍上が四位洋文となり、レースでは中団追走から直線は最内を付いて一度は先頭に立ったが、インティライミに差されてクビ差で2着となった。その後、第1希望で香港ヴァーズ、第2希望で香港カップに予備登録を行っていたが、10月23日に馬インフルエンザの影響で検疫期間が1ヶ月かかることから回避することが発表された。次走は第136回天皇賞（秋）に出走。レースでは後方待機から、直線に向くと鋭く伸びてきたものの4着に敗れた。続く第27回ジャパンカップでは、これまでとは違い、やや前の方でレースを進め、最後の直線で抜け出したアドマイヤムーンにアタマ差届かず2着に敗れた。これにより、11月30日に発表されたトップ50ワールドリーディングホースでは122ポンドの評価を得て、メイショウサムソンらと並ぶ18位タイとなった。12月6日に出走予定の第52回有馬記念ファン投票の最終結果で6位となる6万1688票を獲得したことが発表された。レースでは2番人気に支持されたものの5着だった。レース後は12月26日にグリーンウッドへ放牧に出された。

### 7歳
2008年、1月16日に発表された2007年度のワールド・サラブレッド・レースホース・ランキングでは、122ポンドでメイショウサムソンと並び17位タイとなった。1月31日にドバイシーマクラシックへ選出されたが、遠征せずに阪神大賞典の一ヶ月前に栗東トレセンへ帰厩し、同レースに出走。圧倒的1番人気に支持されるが3着だった。そして内田博幸とのコンビで迎えた大一番、天皇賞（春）では12着と全く見せ場を作れず、デビュー以来初の二桁着順を記録した。その後、休養した後の秋初戦は前年と同じく京都大賞典。しかし、7着に敗れた。そして本番の天皇賞（秋）でも14着と惨敗した。

### 8歳
休養を終えて2009年の初戦は天皇賞（春）。後方からレースを進めるも、直線で伸びあぐねて8着に終わった。続く目黒記念では後方待機も道悪馬場の影響で11着と大敗した。休養を挟み、12月5日のステイヤーズステークスに出走したが、終始後方のまま14着と大敗した。

### 9歳
2010年の初戦は万葉ステークス。中団から最後の直線で馬場の内側から脚を伸ばすも5着に敗れた。続くダイヤモンドステークスでは終始後方のまま11着と大敗した。このレースの後、同年2月19日に2月18日付でJRAの競走馬登録を抹消されたことが発表された。
その後は、馬主名義を変更したうえで、アイルランドの児玉敬厩舎に移籍して、現役を続行した。同時期にコスモバルクのアイルランド移籍も発表されたことから、岡田繁幸が新しい馬主になるという憶測がされることがあったが、フリーライターの河村清明のブログによれば、新しい馬主は岡田ではなく、児玉を含めた複数名で共有することになるという。そして7月30日にゴールウェイ競馬場で行われたギネスレース（一般戦）にフランシス・ベリー騎手鞍上で出走し、シーザーズソングに2馬身1/2差をつけ、移籍初戦を勝利で飾った。続いて9月11日のアイリッシュセントレジャーに出走したが、最後の直線でベリーが脚部の不安を感じて追うのを止め、最下位の8着で入線、レース後の検査で右前脚の浅屈腱炎を発症していることが分かり引退が決まった。引退後はチェコのNapajedla Studで種牡馬入りし、2011年から供用される。初年度の種付け料は25000チェコ・コルナまたは35000チェコ・コルナ。

## 競走成績
| 年月日 | 年月日 | 年月日 | 競馬場         | 競走名                           | 格       | 頭 数 | 馬 番 | オッズ （人気） | 着 順 | 騎手           | 斤量 [kg] | 距離（馬場）  | タイム （上り3F） | 着差 | 勝ち馬/（2着馬）       |
| 2003   | 9.     | 14     | 阪神           | 2歳新馬                          |          | 9     | 2     | 3.7（2人）      | 01着  | 安藤勝己       | 54        | 芝2000m（良） | 2:04.7 (34.7)     | -0.1 | （タマモヤマト）       |
|        | 11.    | 29     | 京都           | 京都2歳S                         | OP       | 8     | 3     | 11.6（5人）     | 04着  | R.ヒューズ     | 55        | 芝2000m（不） | 2:07.4 (36.9)     | 0.6  | ミスティックエイジ     |
|        | 12.    | 20     | 中京           | 中京2歳S                         | OP       | 15    | 1     | 4.7（3人）      | 03着  | R.ヒューズ     | 55        | ダ1700m（重） | 1:46.9 (39.2)     | 0.3  | ブラックコンドル       |
| 2004   | 1.     | 24     | 京都           | 若駒S                            | OP       | 10    | 9     | 9.9（3人）      | 03着  | 岩田康誠       | 56        | 芝2000m（良） | 2:03.1 (34.4)     | 0.6  | ブラックタイド         |
|        | 3.     | 13     | 阪神           | ゆきやなぎ賞                     | 500万下  | 13    | 1     | 3.2（2人）      | 06着  | 岩田康誠       | 56        | 芝2200m（良） | 2:15.1 (35.0)     | 0.3  | ストラタジェム         |
|        | 4.     | 4      | 阪神           | 3歳500万下                       |          | 11    | 8     | 5.0（3人）      | 03着  | 安藤勝己       | 56        | 芝2500m（良） | 2:38.2 (35.2)     | 0.3  | コスモステージ         |
|        | 4.     | 24     | 京都           | ムーニーバレーレーシングクラブ賞 | 500万下  | 10    | 9     | 2.1（1人）      | 03着  | 安藤勝己       | 56        | 芝2400m（良） | 2:28.3 (34.9)     | 0.3  | チキリサンサン         |
|        | 5.     | 29     | 中京           | かきつばた賞                     | 500万下  | 11    | 9     | 3.4（2人）      | 01着  | 安藤勝己       | 56        | 芝2500m（良） | 2:34.5 (36.4)     | 0.0  | （シルクトリガー）     |
|        | 8.     | 21     | 札幌           | 支笏湖特別                       | 1000万下 | 11    | 8     | 10.4（6人）     | 06着  | 蛯名正義       | 53        | 芝2600m（重） | 2:46.6 (36.4)     | 1.0  | メイショウカチドキ     |
|        | 9.     | 19     | 中山           | セントライト記念                 | GII      | 15    | 7     | 37.2（7人）     | 08着  | 四位洋文       | 56        | 芝2200m（良） | 2:11.2 (35.5)     | 1.1  | コスモバルク           |
|        | 10.    | 9      | 京都           | 鳴滝特別                         | 1000万下 | 9     | 6     | 9.9（5人）      | 09着  | 武幸四郎       | 54        | 芝2400m（稍） | 2:32.1 (40.3)     | 5.1  | テイエムジェネラス     |
| 2005   | 9.     | 25     | 阪神           | 3歳500万下                       |          | 13    | 4     | 8.8（5人）      | 03着  | 四位洋文       | 57        | 芝2500m（良） | 2:35.1 (35.4)     | 0.6  | マヤノリバティ         |
|        | 10     | 16     | 京都           | 3歳500万下                       |          | 15    | 7     | 3.1（1人）      | 03着  | 横山典弘       | 57        | 芝2400m（良） | 2:27.4 (34.6)     | 0.2  | バイロイト             |
| 2006   | 1.     | 21     | 小倉           | 4歳500万下                       |          | 15    | 10    | 3.9（2人）      | 03着  | M.モンテリーゾ | 57        | ダ2400m（良） | 2:38.4 (37.5)     | 1.0  | フミノブルースカイ     |
|        | 4.     | 9      | 阪神           | 4歳500万下                       |          | 16    | 12    | 6.0（3人）      | 01着  | 四位洋文       | 57        | 芝2200m（良） | 2:15.4 (35.2)     | -0.8 | （サクラキングダム）   |
|        | 4.     | 16     | 阪神           | 白鷺特別                         | 1000万下 | 12    | 11    | 2.4（1人）      | 01着  | 川田将雅       | 56        | 芝2500m（稍） | 2:35.9 (37.4)     | -0.2 | （マチカネウマジルシ） |
|        | 5.     | 13     | 京都           | 白川特別                         | 1000万下 | 12    | 1     | 2.4（1人）      | 01着  | 岩田康誠       | 58        | 芝2400m（不） | 2:30.5 (37.3)     | -1.0 | （バトルブレーヴ）     |
|        | 5.     | 28     | 東京           | 目黒記念                         | GII      | 17    | 7     | 6.7（3人）      | 01着  | 川田将雅       | 54        | 芝2500m（稍） | 2:33.1 (36.1)     | 0.0  | （アイポッパー）       |
|        | 10.    | 21     | コーフィールド | コーフィールドC                  | G1       | 18    | 11    |                 | 07着  | D.オリヴァー   | 53        | 芝2400m（良） |                   |      | Tawqeet                |
|        | 11.    | 7      | フレミントン   | メルボルンC                      | G1       | 24    | 12    |                 | 02着  | D.オリヴァー   | 53        | 芝3200m（良） | 3:21.5            |      | Delta Blues            |
|        | 12.    | 24     | 中山           | 有馬記念                         | GI       | 14    | 1     | 31.1（6人）     | 02着  | O.ペリエ       | 57        | 芝2500m（良） | 2:32.4 (35.0)     | 0.5  | ディープインパクト     |
| 2007   | 2.     | 17     | 京都           | 京都記念                         | GII      | 14    | 3     | 2.2（1人）      | 02着  | O.ペリエ       | 58        | 芝2200m（良） | 2:17.2 (34.9)     | 0.0  | アドマイヤムーン       |
|        | 3.     | 31     | ナドアルシバ   | ドバイSC                         | G1       | 15    | 10    |                 | 06着  | O.ペリエ       | 56        | 芝2400m（良） | 2:31.5            |      | Vengeance of Rain      |
|        | 5.     | 27     | 東京           | 目黒記念                         | JpnII    | 18    | 2     | 2.9（1人）      | 01着  | 武豊           | 58.5      | 芝2500m（良） | 2:31.4 (34.5)     | 0.0  | （ココナッツパンチ）   |
|        | 6.     | 24     | 阪神           | 宝塚記念                         | GI       | 18    | 5     | 6.9（4人）      | 03着  | 武豊           | 58        | 芝2200m（稍） | 2:12.8 (36.5)     | 0.4  | アドマイヤムーン       |
|        | 10.    | 7      | 京都           | 京都大賞典                       | GII      | 10    | 3     | 2.1（1人）      | 02着  | 四位洋文       | 58        | 芝2400m（良） | 2:24.8 (33.6)     | 0.0  | インティライミ         |
|        | 10.    | 28     | 東京           | 天皇賞（秋）                     | GI       | 16    | 15    | 6.1（4人）      | 04着  | O.ペリエ       | 58        | 芝2000m（稍） | 1:59.0 (34.4)     | 0.6  | メイショウサムソン     |
|        | 11.    | 25     | 東京           | ジャパンC                        | GI       | 18    | 2     | 10.5（4人）     | 02着  | O.ペリエ       | 57        | 芝2400m（良） | 2:24.7 (33.9)     | 0.0  | アドマイヤムーン       |
|        | 12.    | 23     | 中山           | 有馬記念                         | GI       | 15    | 6     | 5.0（2人）      | 05着  | O.ペリエ       | 57        | 芝2500m（稍） | 2:34.5 (36.9)     | 0.9  | マツリダゴッホ         |
| 2008   | 3.     | 23     | 阪神           | 阪神大賞典                       | GII      | 13    | 3     | 1.9（1人）      | 03着  | 武豊           | 58        | 芝3000m（良） | 3:09.2 (35.1)     | 0.5  | アドマイヤジュピタ     |
|        | 5.     | 4      | 京都           | 天皇賞（春）                     | GI       | 14    | 10    | 8.4（4人）      | 12着  | 内田博幸       | 58        | 芝3200m（良） | 3:17.4 (37.1)     | 2.3  | アドマイヤジュピタ     |
|        | 10.    | 12     | 京都           | 京都大賞典                       | GII      | 10    | 1     | 7.3（3人）      | 07着  | 内田博幸       | 57        | 芝2400m（良） | 2:27.2 (34.7)     | 0.3  | トーホウアラン         |
|        | 11.    | 2      | 東京           | 天皇賞（秋）                     | GI       | 17    | 7     | 40.1（9人）     | 14着  | 内田博幸       | 58        | 芝2000m（良） | 1:58.3 (35.0)     | 1.1  | ウオッカ               |
| 2009   | 5.     | 3      | 京都           | 天皇賞（春）                     | GI       | 18    | 8     | 89.4（16人）    | 08着  | 川田将雅       | 58        | 芝3200m（良） | 3:15.2 (35.4)     | 0.8  | マイネルキッツ         |
|        | 5.     | 31     | 東京           | 目黒記念                         | GII      | 18    | 8     | 19.1（6人）     | 11着  | 川田将雅       | 58        | 芝2500m（不） | 2:42.0 (39.9)     | 3.0  | ミヤビランベリ         |
|        | 12.    | 5      | 中山           | ステイヤーズS                    | GII      | 16    | 6     | 14.2（6人）     | 14着  | M.デムーロ     | 57        | 芝3600m（稍） | 3:52.7 (35.0)     | 1.4  | フォゲッタブル         |
| 2010   | 1.     | 5      | 京都           | 万葉S                            | OP       | 13    | 5     | 17.5（7人）     | 05着  | 岩田康誠       | 57        | 芝3000m（良） | 3:07.4 (36.8)     | 0.6  | トウカイトリック       |
|        | 2.     | 14     | 東京           | ダイヤモンドS                    | GIII     | 15    | 12    | 51.4（9人）     | 11着  | 田中勝春       | 57        | 芝3400m（良） | 3:33.6 (35.5)     | 1.0  | フォゲッタブル         |
|        | 7.     | 30     | ゴールウェイ   | 一般戦                           |          | 11    | 12    |                 | 01着  | F.ベリー       | 58        | 芝2800m（良） | 3:10.26           |      | （Caesar's Song）      |
|        | 9.     | 11     | カラ           | 愛セントレジャー                 | G1       | 8     | 2     |                 | 08着  | F.ベリー       | 62.1      | 芝2800m（良） |                   |      | Sans Frontieres        |

## 血統表
| ポップロックの血統（ノーザンダンサー系 / Hail to Reason 5×4=9.38%、Nearctic 4×5=9.38%、Almahmoud 5×5=6.25%） | ポップロックの血統（ノーザンダンサー系 / Hail to Reason 5×4=9.38%、Nearctic 4×5=9.38%、Almahmoud 5×5=6.25%） | ポップロックの血統（ノーザンダンサー系 / Hail to Reason 5×4=9.38%、Nearctic 4×5=9.38%、Almahmoud 5×5=6.25%） | （血統表の出典） | （血統表の出典） |
| 父 * エリシオ Helissio 1993 鹿毛                                                                             | 父の父Fairy King 1982 鹿毛                                                                                   | Northern Dancer                                                                                              | Nearctic         | Nearctic         |
| 父 * エリシオ Helissio 1993 鹿毛                                                                             | 父の父Fairy King 1982 鹿毛                                                                                   | Northern Dancer                                                                                              | Natalma          |                  |
| 父 * エリシオ Helissio 1993 鹿毛                                                                             | 父の父Fairy King 1982 鹿毛                                                                                   | Fairy Bridge                                                                                                 | Bold Reason      | Bold Reason      |
| 父 * エリシオ Helissio 1993 鹿毛                                                                             | 父の父Fairy King 1982 鹿毛                                                                                   | Fairy Bridge                                                                                                 | Special          |                  |
| 父 * エリシオ Helissio 1993 鹿毛                                                                             | 父の母Helice 1988 鹿毛                                                                                       | Slewpy | Seattle Slew     | Seattle Slew     |
| 父 * エリシオ Helissio 1993 鹿毛                                                                             | 父の母Helice 1988 鹿毛                                                                                       | Slewpy | Rare Bouquet     |                  |
| 父 * エリシオ Helissio 1993 鹿毛                                                                             | 父の母Helice 1988 鹿毛                                                                                       | Hirondelle                                                                                                   | Val de l'Orne    | Val de l'Orne    |
| 父 * エリシオ Helissio 1993 鹿毛                                                                             | 父の母Helice 1988 鹿毛                                                                                       | Hirondelle                                                                                                   | Hermanville      |                  |
| 母 ポップス 1992 栗毛                                                                                        | 母の父* サンデーサイレンス Sunday Silence 1986 青鹿毛                                                        | Halo | Hail to Reason   | Hail to Reason   |
| 母 ポップス 1992 栗毛                                                                                        | 母の父* サンデーサイレンス Sunday Silence 1986 青鹿毛                                                        | Halo | Cosmah           |                  |
| 母 ポップス 1992 栗毛                                                                                        | 母の父* サンデーサイレンス Sunday Silence 1986 青鹿毛                                                        | Wishing Well                                                                                                 | Understanding    | Understanding    |
| 母 ポップス 1992 栗毛                                                                                        | 母の父* サンデーサイレンス Sunday Silence 1986 青鹿毛                                                        | Wishing Well                                                                                                 | Mountain Flower  |                  |
| 母 ポップス 1992 栗毛                                                                                        | 母の母* ポップシンガー Pop Singer 1983 青鹿毛                                                                | Secretariat                                                                                                  | Bold Ruler       | Bold Ruler       |
| 母 ポップス 1992 栗毛                                                                                        | 母の母* ポップシンガー Pop Singer 1983 青鹿毛                                                                | Secretariat                                                                                                  | Somethingroyal   |                  |
| 母 ポップス 1992 栗毛                                                                                        | 母の母* ポップシンガー Pop Singer 1983 青鹿毛                                                                | Icy Pop | Icecapade        | Icecapade        |
| 母 ポップス 1992 栗毛                                                                                        | 母の母* ポップシンガー Pop Singer 1983 青鹿毛                                                                | Icy Pop | Calaki F-No.7-c  |                  |

- 姪（半妹アンソロジーの産駒）に2022年福島牝馬ステークス勝ち馬のアナザーリリックがいる。